# Reprezentacja Tajlandii w futsalu mężczyzn
Reprezentacja Tajlandii w futsalu – zespół futsalowy, biorący udział w imieniu Tajlandii w meczach i sportowych imprezach międzynarodowych, powoływany przez selekcjonera, w którym mogą występować wyłącznie zawodnicy posiadający obywatelstwo tajlandzkie. Za jego funkcjonowanie odpowiedzialny jest สมาคมฟุตบอลแห่งประเทศไทย ในพระบรมราชูปถัมภ์. 

## Udział w mistrzostwach świata
- 1992 – Nie zakwalifikowała się
- 2000 – 1. runda
- 2004 – 1. runda
- 2008 – 1. runda
- 2012 – 1/8 finału

## Udział w mistrzostwach Azji
- 1999 – 1. runda
- 2000 – 3. miejsce
- 2001 – Ćwierćfinał
- 2002 – 3. miejsce
- 2003 – 3. miejsce
- 2004 – 3. miejsce
- 2005 – 2. runda
- 2006 – 1. runda
- 2007 – Ćwierćfinał
- 2008 – 2. miejsce
- 2010 – Ćwierćfinał
- 2012 – 2. miejsce